# 1090
Il 1090 (MXC in numeri romani) è un anno  dell'XI secolo.

## Nati
- Al-Azimi, storico arabo († 1161)
- Arnaldo da Brescia, religioso italiano († 1155)
- Artmanno di Bressanone, vescovo cattolico tedesco († 1164)
- Bellino di Padova, vescovo cattolico tedesco († 1145)
- Corrado I di Zähringen, nobile tedesco († 1152)
- Federico II di Svevia, duca († 1147)
- Guglielmo d'Altavilla, signore di Gesualdo, nobile italiano
- Niklot, sovrano obodrita († 1160)
- Sigurd I di Norvegia, re († 1130)
- Mabel Fitzhamon, nobile († 1157)
- William di Ypres, nobile e militare inglese
- Fujiwara no Akisuke, poeta giapponese († 1155)
- Fujiwara no Atsuyori, poeta giapponese († 1182)

## Morti
- 2 gennaio - Abdisho II ibn al-ʿArid, vescovo cristiano orientale siro
- 22 febbraio - Rüdiger Hutzmann, vescovo cattolico tedesco
- 22 marzo - García I di Galizia, re
- 16 aprile - Sichelgaita di Salerno, principessa longobarda (n. 1036)
- 4 maggio - Ermanno di Metz, vescovo cattolico francese
- 12 maggio - Liutpoldo di Carinzia, nobile tedesco
- 18 maggio - Bertoldo I di Svevia, nobile tedesco
- 3 luglio - Egberto II di Meißen, nobile tedesco
- 13 agosto - Costanza d'Inghilterra, duchessa francese
- 6 ottobre - Adalberone di Würzburg, vescovo, nobile e santo tedesco
- 8 dicembre - Roberto di Mortain, conte
- Adelaide di Rheinfelden, nobile tedesco
- Centullo V di Béarn, francese
- Guglielmo di Poitiers, religioso normanno
- Guo Xi, pittore cinese (n. 1020)
- Isacco di Pečers'k, monaco cristiano ucraino
- Sergio V di Napoli, duca

## Calendario
| Calendario 1090 | Calendario 1090 | Calendario 1090 | Calendario 1090 | Calendario 1090 | Calendario 1090 | Calendario 1090 | Calendario 1090 | Calendario 1090 | Calendario 1090 | Calendario 1090 | Calendario 1090 | Calendario 1090 | Calendario 1090 | Calendario 1090 | Calendario 1090 | Calendario 1090 | Calendario 1090 | Calendario 1090 | Calendario 1090 | Calendario 1090 | Calendario 1090 | Calendario 1090 | Calendario 1090 | Calendario 1090 | Calendario 1090 | Calendario 1090 | Calendario 1090 | Calendario 1090 | Calendario 1090 | Calendario 1090 | Calendario 1090 | Calendario 1090 |
| --------------- | --------------- | --------------- | --------------- | --------------- | --------------- | --------------- | --------------- | --------------- | --------------- | --------------- | --------------- | --------------- | --------------- | --------------- | --------------- | --------------- | --------------- | --------------- | --------------- | --------------- | --------------- | --------------- | --------------- | --------------- | --------------- | --------------- | --------------- | --------------- | --------------- | --------------- | --------------- | --------------- |
|                 | 1               | 2               | 3               | 4               | 5               | 6               | 7               | 8               | 9               | 10              | 11              | 12              | 13              | 14              | 15              | 16              | 17              | 18              | 19              | 20              | 21              | 22              | 23              | 24              | 25              | 26              | 27              | 28              | 29              | 30              | 31              |                 |
| Gennaio         | Ma              | Me              | Gi              | Ve              | Sa              | Do              | Lu              | Ma              | Me              | Gi              | Ve              | Sa              | Do              | Lu              | Ma              | Me              | Gi              | Ve              | Sa              | Do              | Lu              | Ma              | Me              | Gi              | Ve              | Sa              | Do              | Lu              | Ma              | Me              | Gi              |                 |
| Febbraio        | Ve              | Sa              | Do              | Lu              | Ma              | Me              | Gi              | Ve              | Sa              | Do              | Lu              | Ma              | Me              | Gi              | Ve              | Sa              | Do              | Lu              | Ma              | Me              | Gi              | Ve              | Sa              | Do              | Lu              | Ma              | Me              | Gi              |                 |                 |                 |                 |
| Marzo           | Ve              | Sa              | Do              | Lu              | Ma              | Me              | Gi              | Ve              | Sa              | Do              | Lu              | Ma              | Me              | Gi              | Ve              | Sa              | Do              | Lu              | Ma              | Me              | Gi              | Ve              | Sa              | Do              | Lu              | Ma              | Me              | Gi              | Ve              | Sa              | Do              |                 |
| Aprile          | Lu              | Ma              | Me              | Gi              | Ve              | Sa              | Do              | Lu              | Ma              | Me              | Gi              | Ve              | Sa              | Do              | Lu              | Ma              | Me              | Gi              | Ve              | Sa              | Do              | Lu              | Ma              | Me              | Gi              | Ve              | Sa              | Do              | Lu              | Ma              |                 |                 |
| Maggio          | Me              | Gi              | Ve              | Sa              | Do              | Lu              | Ma              | Me              | Gi              | Ve              | Sa              | Do              | Lu              | Ma              | Me              | Gi              | Ve              | Sa              | Do              | Lu              | Ma              | Me              | Gi              | Ve              | Sa              | Do              | Lu              | Ma              | Me              | Gi              | Ve              |                 |
| Giugno          | Sa              | Do              | Lu              | Ma              | Me              | Gi              | Ve              | Sa              | Do              | Lu              | Ma              | Me              | Gi              | Ve              | Sa              | Do              | Lu              | Ma              | Me              | Gi              | Ve              | Sa              | Do              | Lu              | Ma              | Me              | Gi              | Ve              | Sa              | Do              |                 |                 |
| Luglio          | Lu              | Ma              | Me              | Gi              | Ve              | Sa              | Do              | Lu              | Ma              | Me              | Gi              | Ve              | Sa              | Do              | Lu              | Ma              | Me              | Gi              | Ve              | Sa              | Do              | Lu              | Ma              | Me              | Gi              | Ve              | Sa              | Do              | Lu              | Ma              | Me              |                 |
| Agosto          | Gi              | Ve              | Sa              | Do              | Lu              | Ma              | Me              | Gi              | Ve              | Sa              | Do              | Lu              | Ma              | Me              | Gi              | Ve              | Sa              | Do              | Lu              | Ma              | Me              | Gi              | Ve              | Sa              | Do              | Lu              | Ma              | Me              | Gi              | Ve              | Sa              |                 |
| Settembre       | Do              | Lu              | Ma              | Me              | Gi              | Ve              | Sa              | Do              | Lu              | Ma              | Me              | Gi              | Ve              | Sa              | Do              | Lu              | Ma              | Me              | Gi              | Ve              | Sa              | Do              | Lu              | Ma              | Me              | Gi              | Ve              | Sa              | Do              | Lu              |                 |                 |
| Ottobre         | Ma              | Me              | Gi              | Ve              | Sa              | Do              | Lu              | Ma              | Me              | Gi              | Ve              | Sa              | Do              | Lu              | Ma              | Me              | Gi              | Ve              | Sa              | Do              | Lu              | Ma              | Me              | Gi              | Ve              | Sa              | Do              | Lu              | Ma              | Me              | Gi              |                 |
| Novembre        | Ve              | Sa              | Do              | Lu              | Ma              | Me              | Gi              | Ve              | Sa              | Do              | Lu              | Ma              | Me              | Gi              | Ve              | Sa              | Do              | Lu              | Ma              | Me              | Gi              | Ve              | Sa              | Do              | Lu              | Ma              | Me              | Gi              | Ve              | Sa              |                 |                 |
| Dicembre        | Do              | Lu              | Ma              | Me              | Gi              | Ve              | Sa              | Do              | Lu              | Ma              | Me              | Gi              | Ve              | Sa              | Do              | Lu              | Ma              | Me              | Gi              | Ve              | Sa              | Do              | Lu              | Ma              | Me              | Gi              | Ve              | Sa              | Do              | Lu              | Ma              |                 |